# Syðradalur, Streymoy
Syðradalur este un oraș din Insulele Faroe.